# Bookcamping
Bookcamping es una biblioteca digital colaborativa, que nació en 2011 en Madrid, inspirada en el movimiento 15-M al grito de «si no quieres ser como ellos, lee», que reúne más de 1.000 títulos, en la que cada usuario puede descargarse o subir documentos en diversos soportes que tengan licencias abiertas. Llegó a convertirse en una comunidad.

## Historia
El proyecto nació de la mano de la escritora Silvia Nanclares que, durante el levantamiento 15-M que se produjo en mayo de 2011 en la Puerta del Sol de Madrid, se encontraba retirada en una casa de campo del sur de Francia para editar su último libro. Nanclares lanzó en su cuenta de Twitter la pregunta «¿Y tú qué libro te llevarías a tu plaza/acampada?» y le añadió la etiqueta #bookcamping. El tuit tuvo decenas de respuestas con títulos de libros, que en muchos casos incluían un enlace de descarga a las obras. Nanclares colgó toda esta información en su blog personal. Al proyecto se fueron uniendo otros colaboradores como Kamen Nedev y Daniel Gómez que empezaron con en el archivo y catalogación de las obras, Gómez también creó el sitio web bookcamping.cc, María Castelló Solbes se ocupó de la imagen y las ilustraciones, también Jessica Romero y María Durán que se responsabilizó de la estructura de la web. Se formó un grupo de seis personas, cuatro mujeres y dos hombres, al que ellas mismas se referían en sus escritos y manifestaciones públicas como "nosotras" por una cuestión de mayoría.
Bookcamping siguió las premisas de la teoría del procomún, término que para Elinor Ostrom (Premio Nobel de Economía 2009) alude a los bienes que son de todos sin incluir los bienes públicos o del Estado, de manera que son procomunes el aire, el agua, el conocimiento científico, el software o las obras culturales entre otros bienes.
La ideología de Bookcamping se basa en que la cultura debe ser libre y abierta a todo el mundo. Su trabajo consistió en localizar textos de interés, difíciles de encontrar, viejas ediciones o descatalogados y digitalizarlos para poder distribuirlos y compartirlos con un número de personas mayor que cuando estaban en una biblioteca tradicional. Se puede colgar todo tipo de publicaciones, incluidas las que tienen copyright, pero solo se pueden descargar libros que tengan licencia copyleft, creative commons, etc. El objetivo era contribuir a la construcción de otro modelo cultural más sostenible, más igualitario, investigar sobre nuevos modelos editoriales, sobre el libro electrónico, la propiedad intelectual y colaborar para alcanzar un mejor entendimiento entre autores, lectores, editoriales y libreros.
En noviembre de 2013, se alcanzaron 9.900 usuarios y 2.303 referencias entre libros, podcast y material audiovisual.
En el espacio de cultura digital Medialab-Prado, en Madrid, formaron un grupo llamado Literatura, cultura libre y (des)organización editorial para seguir investigando y experimentando.
El cc del site bookcamping.cc parece hacer un guiño a las siglas CC de las licencias Creative Commons, aunque en realidad, alude al dominio de las Islas Coco. La web es de código abierto siguiendo la filosofía de cultura libre y abierta.
Fue uno de los primeros proyectos que financió la plataforma Goteo y, el 23 de enero de 2012, alcanzó el objetivo económico de la campaña de micromecenazgo.
Bookcamping dejó de tener continuidad alrededor de 2015, aunque inspiró proyectos similares y su página web sigue activa.